# خلود عنكبوتي
حي العالم أو خَلّود عنكبوتي  هو نوع من النباتات المزهرة في فصيلة المخلدات، موطنها الجبال الأروبية، في جبال الألب ، الأبينيني والكاربات. تنمو حتى ٨ سم طولًا و ٣٠ سم عرضًا نبات عصاري معمر مكون من وريدة ، وله دور في الزراعة لقدرته على استعمار المناطق الحارة والجافة عن طريق الخلف أو الفرخ (offset). تزهر في شهر يوليو بأزهار وردية تربى على السيقان وتكون خنثى (لها أعضاء من الذكور والإناث).

## معرض الصور

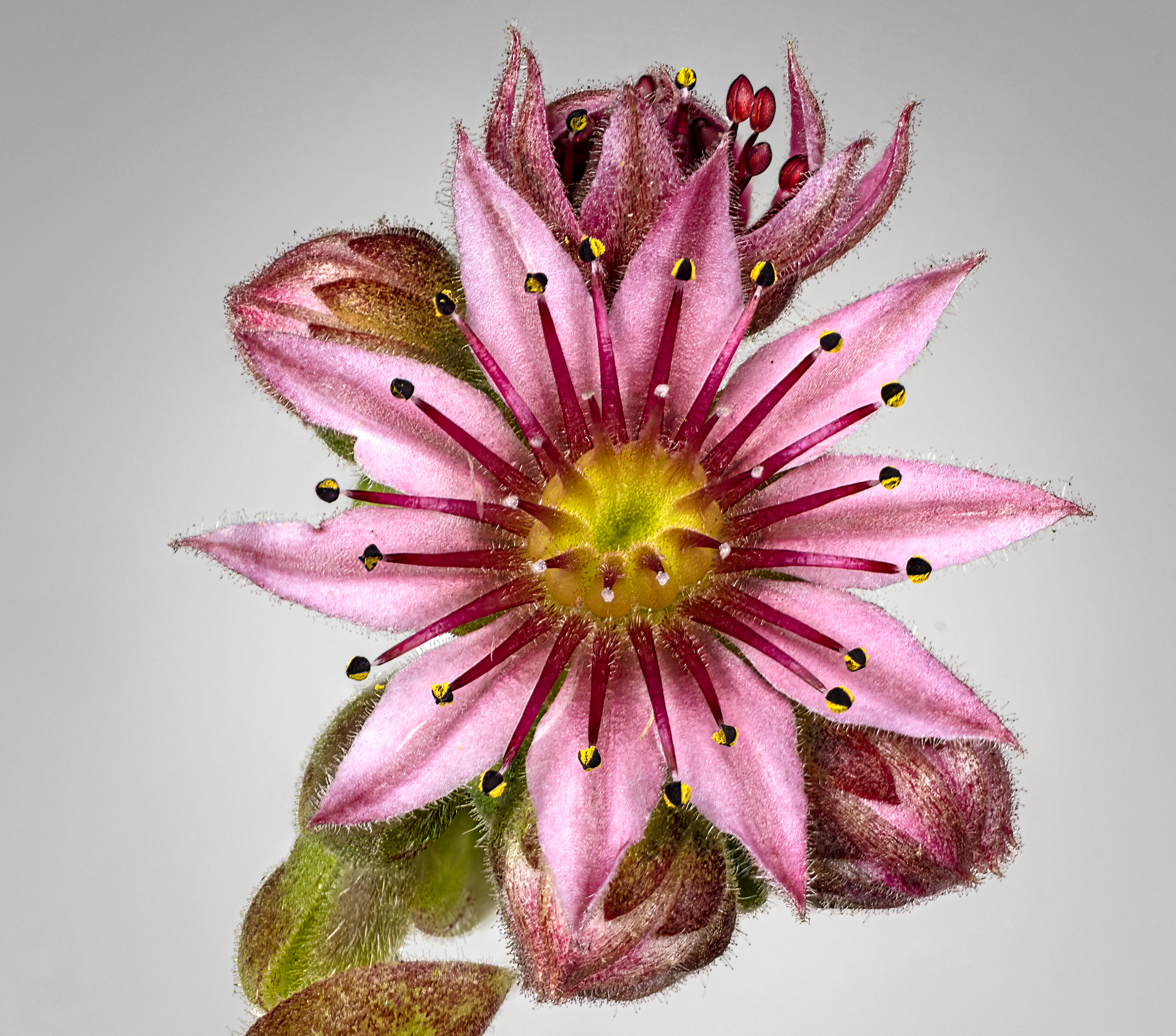
الزهرة
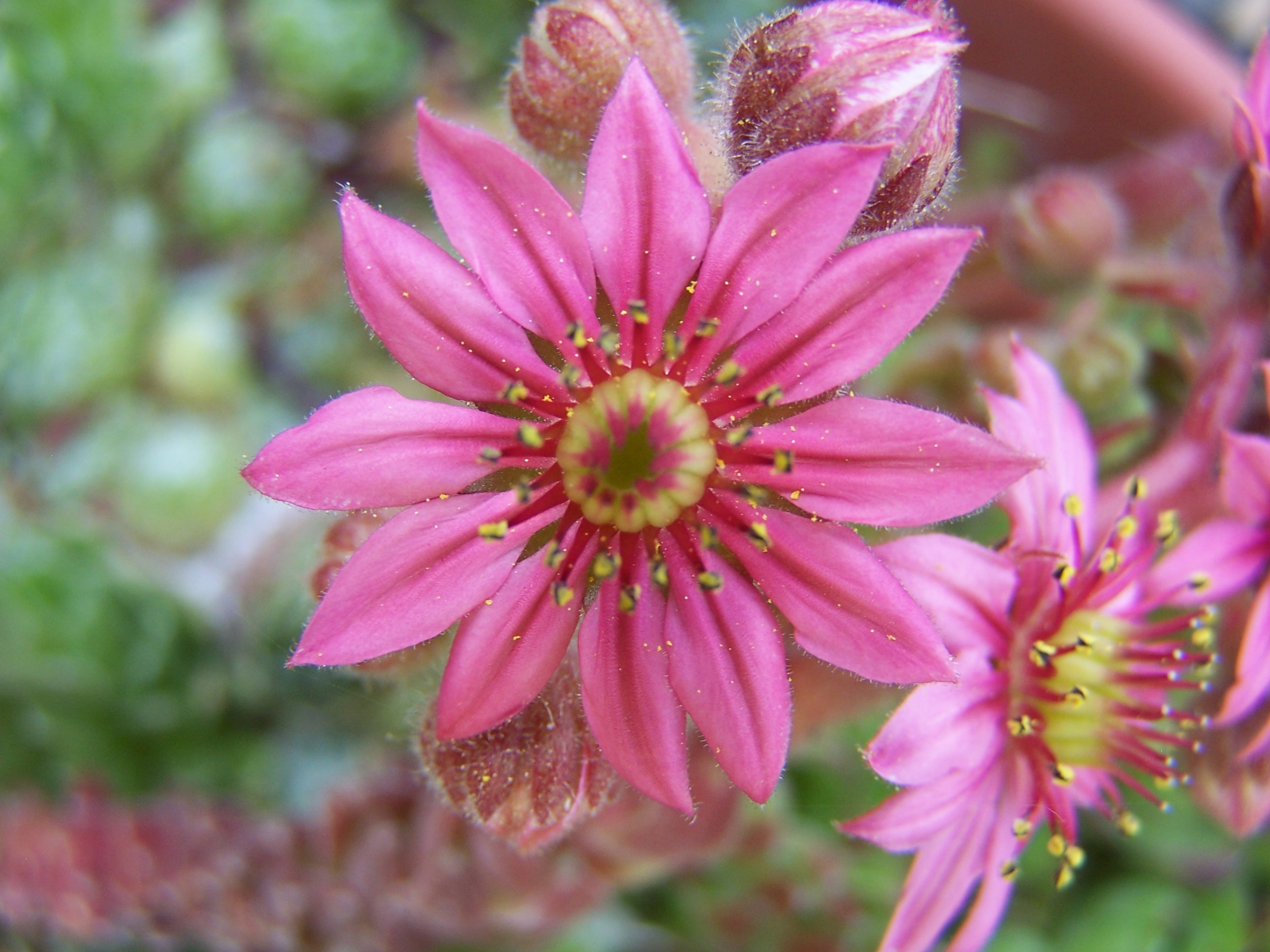
زهرة أخرى
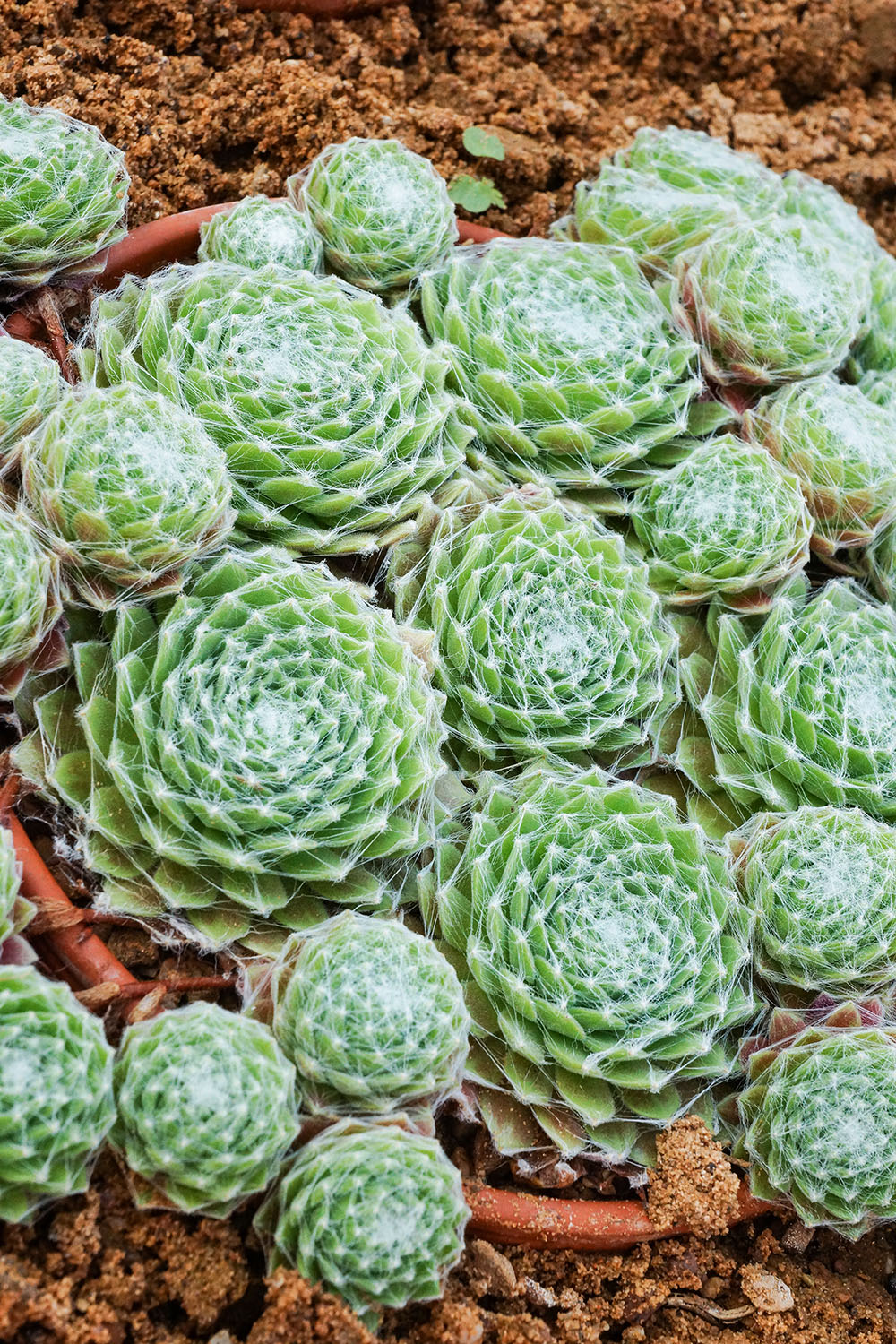
الوريدات التي تشبه شبكة العنكبوت